# Physalaemus gracilis
Physalaemus gracilis är en groddjursart som först beskrevs av George Albert Boulenger 1883.  Physalaemus gracilis ingår i släktet Physalaemus och familjen Leiuperidae. IUCN kategoriserar arten globalt som livskraftig. Inga underarter finns listade i Catalogue of Life.